# Olivia O’Lovely
Olivia O’Lovely (ur. 26 września 1976 w Santa Fe) – amerykańska aktorka filmów pornograficznych pochodzenia  włoskiego, hiszpańskiego, chilijskiego i francuskiego.

## Życiorys

### Wczesne lata
Urodziła się w Santa Fe. W wieku 18 lat rozpoczęła karierę jako tancerka egzotyczna i przez siedem lat tańczyła w klubach nocnych.

### Kariera
W 2002 rozpoczęła pracę w branży porno pracując dla Zero Tolerance, Mayhem, Evil Empire i Loaded Digital.
W 2005 i 2007 gościła w programie Howarda Sterna.
Już po pierwszych filmach pornograficznych, którymi były Nasty Nymphos 35 oraz Ass Worship 5, zdobyła popularność i renomę w światku przemysłu pornograficznego.
Wystąpiła także w teledyskach hiphopowych, w tym „Risky Business” (2003) MURSa i Shocka G.
W 2008 roku na DVD została wydana jej biografia, w której opowiada m.in. że umie posługiwać się językiem migowym.

## Życie prywatne
Jest zadeklarowaną biseksualistką, miała romans z Flower Tucci, inną aktorką z branży porno, z którą często występowała w scenach lesbijskich.

## Nagrody i nominacje
| Rok  | Nagroda    | Kategoria                                                       | Film               | Pozostali wykonawcy          | Rezultat  |
| ---- | ---------- | --------------------------------------------------------------- | ------------------ | ---------------------------- | --------- |
| 2005 | AVN Award  | Najlepsza scena seksu triolizmu - chłopak/chłopak/dziewczyna    | Drop Sex 2 (2004)  | Manuel Ferrara i Mario Rossi | Nominacja |
| 2005 | XRCO Award | Najlepsza scena seksu triolizmu – chłopak/dziewczyna/dziewczyna | Drop Sex 2 (2004)  | Manuel Ferrara i Mario Rossi | Nominacja |
| 2006 | AVN Award  | Najlepsza scena seksu triolizmu                                 | She Got Ass (2004) | Angel Eyes i Mr. Marcus      | Nominacja |